# Microregione di Litoral de Aracati
Litoral de Aracati è una microregione dello Stato del Ceará in Brasile, appartenente alla mesoregione di Jaguaribe.

## Comuni
Comprende 4 municipi:
- Aracati
- Fortim
- Icapuí
- Itaiçaba